# 费代丽卡·莫盖里尼
费代丽卡·莫盖里尼（義大利語：Federica Mogherini，發音：[fedeˈriːka moɡeˈriːni]1973年6月16日— )，意大利政治家，曾任歐洲聯盟委員會副主席、联盟外交与安全政策高级代表，2014年2月22日至2014年10月31日担任意大利外交部长。

## 生平
1973年，费代丽卡·莫盖里尼生于罗马，其父是意大利电影导演弗拉维奥·莫盖里尼。毕业于罗马大学政治学专业。
2008年首次当选众议员，并于2013年至2014年任北约议会大会意大利代表团团长、北约议会大会政治委员会副主席。她还是意大利国际事务研究院成员，以及德国赞助并在美国独立运营的德国马歇尔基金会成员。
她已婚并育有两个女儿：2005年出生的 Caterina 和2010年出生的 Marta。除了意大利语，还能讲英语、法语和西班牙语。
2014年8月30日，费代丽卡在欧盟领导人特别峰会上当选为联盟外交与安全政策高级代表，同年11月1日上任。

## 荣誉
- 旭日重光章（日本，2023年11月3日公布[3]）